# Helcogramma chica
Helcogramma chica är en fiskart som beskrevs av Rosenblatt, 1960. Helcogramma chica ingår i släktet Helcogramma och familjen Tripterygiidae. Inga underarter finns listade i Catalogue of Life.